# 美妙射擊部
《美妙射擊部》為以四格漫畫形式發表的日本漫畫作品，2015年4月在《隔壁的YOUNG JUMP》連載。2017年11月開始也在《少年Jump+》連載。
2018年10月決定改編為動畫，2019年10月13日至12月29日在TOKYO MX播出前11話電視動畫，2020年1月18日播出第12話。

## 故事簡介
小倉光是喜歡射擊競技的女孩，因此她拼命考進有著射擊部的千鳥高中，但射擊部卻已廢社，為了讓社團復活，她找到了以前曾跟她參加過射擊比賽的三位女孩子，重新成立了射擊部。

## 登場角色

### 千鳥高中射擊部
小倉光（聲：Machico）
一年級生，從小時候便一直參與射擊競技的相關活動。
澀澤泉水（聲：熊田茜音）
一年級生，光從小學時便一直交好的好友，個性穩重。
姪濱繪里香（聲：南早紀）
一年級生，日本與俄國的混血兒，父親精通射擊競技，在家庭影響下也有著不俗的技巧。
五十嵐雪緒（聲：八卷安奈）
一年級生，實力頂尖的選手，在中學時期的比賽都獲得優秀的成績。性格沉默寡言。
鶴卷裕子（聲：藤井幸代）
千鳥高中的新任教師，自願擔任射擊部的顧問。本身沒有射擊競技的經驗。

### 朝香學園高中射擊部
東雲晶（聲：藤原夏海）
射擊部的社長，日本的代表，並且被培植為奧運選手。
黑井美沙（聲：上田麗奈）
射擊部的副社長。
坂下花戀（聲：高橋未奈美）
入學之後才開始學習射擊競技的新手，但已是一年級的王牌。
望月涼子（聲：石見舞菜香）
经常和花恋在一起的一年级生。尊敬并仰慕美沙。

### 伊勢丘高中射擊部
紺野小樱（聲：会泽紗弥）
社长。偶然开始练射击，成绩优秀，受社员尊敬。

### 桐谷第一高中射擊部
朝倉零（聲：M·A·O）
社長，不擅長運動，唯獨對射擊競技情有獨鍾。
榎本小町（聲：櫻庭有紗）
三年级生。常戴着口罩。
真田汐（聲：大地葉）
二年级生。射击时看起来心不在焉，实际上内心很认真。

## 單行本
| 集數 | 集英社         | 集英社                 |
| 集數 | 發售日期       | ISBN                   |
| ---- | -------------- | ---------------------- |
| 1    | 2016年5月19日  | ISBN 978-4-08-890357-6 |
| 2    | 2016年12月19日 | ISBN 978-4-08-890509-9 |
| 3    | 2017年9月19日  | ISBN 978-4-08-890745-1 |
| 4    | 2018年10月19日 | ISBN 978-4-08-891143-4 |
| 5    | 2019年9月19日  | ISBN 978-4-08-891362-9 |
| 6    | 2020年9月18日  | ISBN 978-4-08-891701-6 |

## 電視動畫
2019年10月13日在TOKYO MX播出。

### 製作人員
- 原作：[4]
- 監督：高橋正典
- 系列構成、劇本：高橋龍也[4]
- 角色設計、總作畫監督：向川原憲[4]
- 道具設計、美術設計：石口十[4]
- 美術監督：大西達朗
- 色彩設計：井上明子
- 攝影監督：染谷和正
- 音樂：寶野聰史
- 動畫製作：Studio 3Hz[4]
- 協力：公益社團法人日本步槍射擊協會、興東電子株式會社、株式會社銀座銃砲店[4]

### 主題曲
片頭曲
作詞、作曲、編曲：KOH，主唱：Rifling 4
片尾曲
作詞：，作曲、編曲：KOH，主唱：Rifling 4

### 各話列表
| 話數 | 日文標題 | 中文標題 | 劇本     | 分鏡     | 演出            | 作畫監督                                                                         |          |
| ---- | -------- | -------- | -------- | -------- | --------------- | -------------------------------------------------------------------------------- | -------- |
| 01   |          |          | 高橋龍也 | 高橋正典 | 鈴木拓磨        | 宮原拓也、龜田朋幸 大高雄太                                                      |          |
| 02   |          |          | 高橋龍也 | 水本葉月 | 水本葉月        | 北島勇樹、國吉杏美 栗西祐輔、神戶裕明 榊原大河、川村裕哉 池津壽惠                |          |
| 03   |          |          | 砂山藏澄 | 西田正義 |                 | 、千葉啟太郎                                                                     |          |
| 04   |          |          | 高橋龍也 | 西田正義 | 富田剛司        | 飯飼一幸、白川茉莉 松本淑惠、山村俊了 秋田英人                                   |          |
| 05   |          |          | 砂山藏澄 | 西田正義 | 石黑達也        | 北條真純、王國年 川口弘明、陳達年 和田匠久哉                                     |          |
| 06   |          |          | 砂山藏澄 | 愛敬亮太 | 球野貴裕        | 宮原拓也、                                                                       |          |
| 07   |          |          | 高橋龍也 | 西田正義 | 松好見尚        | 赤尾良太郎、tapEver Green 木木欣動畫                                             |          |
| 07.5 |          |          | 不適用   | 不適用   | 不適用          | 不適用                                                                           |          |
| 08   |          |          | 砂山藏澄 | 敷島博英 | 鈴木拓磨 村上勉 | Kim Eun-sun、Park Ae-lee                                                         |          |
| 09   |          |          | 砂山藏澄 | 西田正義 | 曾根利幸        | 迎千葉瑠、今泉龍太 森谷春樹、渡邊一平太 谷口繁則                                 |          |
| 10   |          |          | 砂山藏澄 | 島津裕行 |                 | 北島勇樹、川村裕哉 瀧澤茉汐、島崎望 Kim Dae Hun                                  |          |
| 11   |          |          | 高橋龍也 | 飯田剛士 | 飯田剛士        | 飯田剛士                                                                         | 飯田剛士 |
| 12   |          |          | 高橋龍也 | 島津裕行 | 高橋正典        | 向川原憲、宮原拓也 飯野雄大、藤原龍我 大高雄大、飯田剛士 島﨑望、石口十 三浦里菜 |          |

### 播放電視台
2019年10月13日23時00分在TOKYO MX播出。

### BD
| 卷數 | 發售日期      | 收錄話數       | 規格編號  |
| ---- | ------------- | -------------- | --------- |
| 1    | 2020年2月27日 | 第1話 ~ 第6話  | BCXA-1447 |
| 2    | 2020年3月27日 | 第7話 ~ 第12話 | BCXA-1448 |

## 外部連結
- ライフル・イズ・ビューティフル （页面存档备份，存于）（となりのヤングジャンプ）
- ライフル・イズ・ビューティフル （页面存档备份，存于）（少年ジャンプ+）
- ライフル・イズ・ビューティフル公式的X（前Twitter）
- TVアニメ『ライフル・イズ・ビューティフル』 （页面存档备份，存于）
- 【公式】アニメ『ライフル・イズ・ビューティフル』的X（前Twitter）
- ライフリング４運営事務局的X（前Twitter）